# Krajkowo (Grande-Pologne)
Pour les articles homonymes, voir Krajkowo.
Krajkowo (prononciation : [krai̯ˈkɔvɔ], en allemand : Waldeck) est un village polonais de la gmina de Mosina dans le powiat de Poznań de la voïvodie de Grande-Pologne dans le centre-ouest de la Pologne.
Il se situe à environ 8 kilomètres au sud-est de Mosina (siège de la gmina) et à 21 kilomètres au sud de Poznań (siège du powiat et capitale régionale).

## Histoire
De 1975 à 1998, le village faisait partie du territoire de la voïvodie de Poznań.

Depuis 1999, Krajkowo est situé dans la voïvodie de Grande-Pologne.
Le village possède une population de 151 habitants en 2014.